# Storia dell'interferometria astronomica
William Herschel sapeva fin dal 1779 che le stelle appaiono molto più grandi nei telescopi di quando in realtà non lo siano, ma non sapeva il perché. Ciò venne ad essere spiegato quando Thomas Young dimostrò l'interferenza e la natura ondulatoria della luce in modo inequivocabile. Come egli precisava nella sua Lettura Bakeriana del 1803:
"La proposta sulla quale voglio insistere adesso è semplicemente questa: le frange di colori sono prodotte dall'interferenza di due porzioni di luce"... e in seguito aggiunge: "quella luce omogenea, a certe distanze uguali nella direzione del suo moto, è posseduta da qualità opposte, capace di neutralizzare o distruggere ogni altra, e di estinguere la luce, laddove esse accadono per essere unite".
Ma non furono le ricerche di Young che spronarono Herschel ad investigare l'origine dei diametri spuri delle stelle. Invece ci furono propriamente la contemporanea scoperta dei primi pianeti minori: 1 Ceres nel 1801, 2 Pallas nel 1802 e 3 Juno nel 1803. Avevano diametri apparenti così reali come quelli dei pianeti o spuri come quelli delle stelle? Per rivolgere questa domanda Herschel condusse un'ampia serie di esperimenti nel suo giardino a Slough, esaminando attraverso il suo telescopio piccoli globuli di differenti grandezze e materiali posti in un albero a circa 800 piedi (ca. 244 m) di distanza. Le sue osservazioni mostrarono che per i globuli più piccoli i diametri erano tutti spuri e tutti della stessa grandezza. Inoltre, egli trovò che, se precisamente fosse usata la parte più interna dell'apertura del telescopio, i diametri spuri, sia dei globuli che delle stelle, sarebbero più grandi. Se l'intera apertura fosse impiegata, i diametri sarebbero più piccoli, e se solo un'apertura anulare esterna fosse usata i diametri sarebbero ancora più piccoli. Questa scoperta sperimentale che le aperture non piene possono essere usate per ottenere un'alta risoluzione angolare rimane tutt'oggi il fondamento essenziale per la formazione di immagini interferometriche in astronomia (in particolare l'Interferometria con maschera d'apertura).
La giustificazione teorica di questo risultato venne 30 anni dopo con l'analisi di Airy sul tipo di diffrazione di un'apertura circolare, 30 anni prima che l'idea di usare aperture multiple fosse sviluppata. In un recente studio il Reverendo W. R. Dawes notò che aveva trovato frequentemente grande vantaggio nell'uso di una apertura intera perforata e che quando osservava Venere questo producesse un'immagine centrale del pianeta perfettamente incolore, e molto netta. Ma fu lasciato a Fizeau, l'anno seguente, nella sua proposta alla Commissione per il Prix Bordin, rimarcarlo tramite una relazione attenta e necessaria fra la dimensione delle frange e quella della sorgente luminosa e suggerì che usando una combinazione interferometrica di luce da due fessure separate fosse possibile ottenere dei nuovi dati sui diametri angolari di questi astri.
Passi verso l'implementazione pratica di queste tecniche per l'astronomia ottica furono fatti da Michelson, il quale definì la visibilità di frange di interferenza ottenute da una sorgente di grandezza angolare finita cui seguirono un anno più tardi le misurazioni dei diametri angolari dei satelliti di Giove. Finalmente, 30 anni dopo, le predizioni di Fizeau divennero una realtà quando la misurazione interferometrica diretta di un diametro stellare fu realizzata da Michelson e Pease con i loro interferometri stellari di 20 piedi (ca. 6.1 m) montati sul telescopio Hooker da 100 pollici sul Monte Wilson.

## Formazione di immagini interferometriche in astronomia

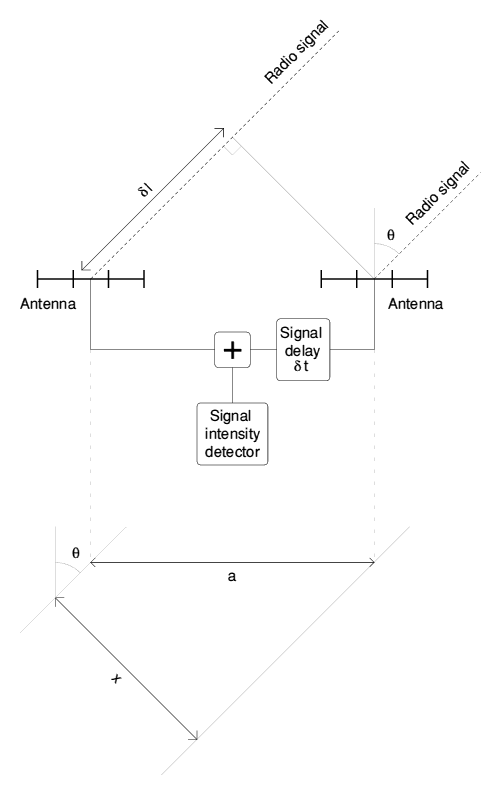
Diagramma di un radio interferometro

L'interferometria fornisce l'accesso ad osservazioni ad altissima risoluzione angolare ed è anche importante per separare le problematiche della risoluzione angolare e della sensibilità limitativa. Un singolo specchio di diametro D ha una risoluzione angolare 1,22{\displaystyle \lambda /D}, e un'area di raccolta per il flusso di fotoni proporzionale a D², cosicché c'è una relazione ben definita fra risoluzione e sensibilità.
Poiché gli astronomi studiano oggetti che sono necessariamente oltre il loro controllo, è improbabile che questa relazione fissa sia in buon accordo con tutto tranne un sottoinsieme delle loro esigenze osservative. Fu per questa ragione che la crescita della radioastronomia dopo il 1945 dipese in modo così determinante dall'uso di metodi interferometrici. L'estremo squilibrio fra l'eccellente sensibilità delle piccole aperture per le grandi lunghezze delle onde radio e la loro scarsa risoluzione angolare, che potrebbe essere di molte decine di gradi, condusse naturalmente allo sviluppo di piccoli raggruppamenti di telescopi molto separati tra loro.
Nel 1946 Ryle e Vonberg costruirono un analogo per le onde radio dell'interferometro di Michelson e riuscirono in breve a localizzare un buon numero di nuove radiosorgenti cosmiche. I segnali delle due antenne radio furono sommati elettronicamente per produrre interferenza. Il telescopio di Ryle e Vonberg usava la rotazione della Terra per sondare il cielo in una dimensione. La visibilità della frangia poteva essere calcolata dalla variazione di intensità con il tempo. Più tardi gli interferometri inclusero un ritardo variabile fra una delle antenne e il rivelatore come mostrato nella figura di destra.
Nella figura le onde radio da una sorgente a un angolo {\displaystyle \theta } alla verticale devono percorrere una distanza {\displaystyle \delta l} più lontana in modo da raggiungere l'antenna a sinistra. Questi segnali sono in tal modo ritardati rispetto ai segnali ricevuti dall'antenna di destra in un tempo {\displaystyle c\delta l=ca\sin[\theta ]} dove {\displaystyle c} è la velocità delle onde radio. Il segnale dall'antenna di destra deve essere ritardato artificialmente dalla stessa durata di tempo a causa dell'interferenza costruttiva che accade. Le frange di interferenza saranno prodotte dalle sorgenti con angoli in un piccolo campo di ciascun lato determinato dal tempo di coerenza della sorgente radio. Modificando il tempo del ritardo (delay) {\displaystyle \delta t} varia l'angolo dove una sorgente produrrà frange d'interferenza. La linea di base effettiva di questo interferometro sarà data dalla proiezione delle posizioni del telescopio sopra un piano perpendicolare alla direzione della sorgente. la lunghezza della linea di base effettiva, mostrata sotto la figura, sarà
{\displaystyle x=a\cos(\theta )}
dove {\displaystyle a} è la separazione del telescopio attuale.
Difficoltà tecniche ritardano la crescita dell'interferometria ottica. L'occhio umano è un rivelatore sensibile, ma non è capace di valutazione fotometrica quantitativa del tipi di frangia interferometrica. Quando si accoppia con la necessità di registrare dati in kHz, il progresso nell'imaging della sintesi ottica dovette aspettare lo sviluppo dei sensibili rivelatori contatori di fotoni. Inoltre, i limiti di stabilità meccanica furono raggiunti con interferometri di raggi di 50 piedi (ca. 15.2 m) costruiti da Michelson e Pease nel 1930 (Pease 1931). Questo metodo fu esteso alle misurazioni delle lunghezze d'onda corte usando (Johnson, Betz and Towns 1974) telescopi separati nell'infrarosso, mentre Labeyrie (1975) li utilizzò nel visibile. Questa metrologia a livello micrometrico richiesta con linee di ritardo ottico variabile non fu fattibile fino a che l'accesso ai laser stabilizzati non divenne routine. Negli anni '80 la tecnica della sintesi d'apertura fu estesa alla luce visibile e infrarossa, in astronomia, dal Gruppo Astrofisico Cavendish, fornendo le prime immagini ad una risoluzione molto alta delle stelle vicine.
Nel 1995 questa tecnica fu dimostrata con un apparato di telescopi ottici separati, per la prima volta, portando ad ulteriori miglioramenti nella risoluzione, e ancora ad una più alta risoluzione l'imaging di superfici stellari. Le stesse tecniche di imaging sono adesso state applicate ad un numero di altri apparati del telescopio astronomico, incluso il Interferometro Ottico Prototipo della Marina, gli apparati CHARA e IOTA e presto sarà applicato al VLT-I e all'Interferometro MRO. Impressionanti risultati furono ottenuti negli anni '90 con il COAST e il NPOI producendo immagini ad una risoluzione molto alta. Alcuni scienziati esagerarono i vantaggi di combinare telescopi di grande diametro (ottica adattiva corretta) per l'interferometria vicina all'infrarosso, e ciò lascia molti astronomi insoddisfatti dei nuovi apparati che utilizzano un piccolo numero di grandi telescopi i quali vennero collegati online nei primi anni del 2000.
Una volta queste considerazioni tecniche furono preparate, tutto dei principi usati alle lunghezze d'onda radio sarebbero state prese sotto controllo senza quasi nessuna modificazione. Ciò incluse l'uso dello sviluppo di software per imaging per l'interferometria a lunghissima base (VLBI) alle lunghezze d'onda radio, che fu usato per ricostruire la prima immagine con un apparato di telescopi ottici, quella dei 50 milliarcosecondi della stella binaria Capella (Baldwin e al. 1996). Le sole differenze significative tra i due regimi di lunghezza d'onda è l'importanza dell'incremento del disturbo di scariche di fotoni e il piccolo temporale e scale spaziali delle fluttuazioni atmosferiche alle lunghezze d'onda ottiche. Per esempio, la caratteristica scala del tempo per queste fluttuazioni è misurata in millisecondi con lunghezze d'onda ottiche piuttosto che minuti, e la scala spaziale è tipicamente più piccola del diametro dello specchio del telescopio, mentre con le lunghezze d'onda radio centimetriche questa scala può essere larga 20 km. Un'importante conseguenza di questa piccola scala spaziale è che l'area del cielo sopra cui il percorso della fase atmosferica è costante, la patch isoplanatica, è tutt'al più di pochi secondi d'arco nelle lunghezze d'onda visuali.

## Altri moderni sviluppi
Fra il 1950 e il 1972, Robert Hanbury Brown e Richard Q. Twiss usarono interferometri di intensità ottici per misurare i diametri di un gran numero di stelle con lunghezze d'onda visibile.
Impressionanti risultati furono ottenuti negli anni ì90, con l'interferometro Mark III misurando i diametri di 100 stelle e molte accurate posizioni stellari, e con l'ISI misurando per la prima volta stelle nel medio-infrarosso. Risultati aggiuntivi includono misurazioni dirette delle grandezze e distanze nelle variabili cefeidi, e oggetti stellari giovani.
Nei primi anni del 2000 l'interferometria con una singola linea di base divenne possibile con grandi telescopi, permettendo le prime misurazioni di obiettivi extra-galattici. Molte imaging primitive sono adesso diventate tecnicamente fattibili usando grandi telescopi (usando un massimo di 3 telescopi VLT con l'apparechio AMBER), e si spera che dal 2008 una utile capacità di imaging sarà disponibile anche per sorgenti extragalattiche (usando per es. 6 telescopi della Magdalena Ridge Observatory Interferometer).
Stanno ora iniziando dei progetti che useranno interferometri per cercare pianeti extrasolari, per mezzo di misurazioni astrometriche del moto reciproco della stella (come usato dal Palomar Testbed Interferometer e dal VLTI) o attraverso l'uso del nulling (come sarà usato dall'interferometro di Keck e Darwin).
L'importanza dell'interferometria nell'astronomia moderna è stata riconosciuta dall'International Astronomical Union che stabilì una nuova Commissione sull'Interferometria Ottica e Infrarosso alla sua XXVIma Assemblea Generale a Praga, nel 2006.